# あげまん
あげまんは、一緒にいることで男性の運気を上げる女性の俗称。より良い巡り合わせにする女性を「あげまん」、不運な巡り合わせにする女性を「さげまん」と称する。

## 語源
語源の由来については以下の諸説がある。
- 「まん」とは「間」が転化したもので、運気・潮目・出会い・巡り合わせの意味（関西方言では「まん（間）が良い／悪い」のように使う）という説[2]。
- 女性器の俗称「まんこ」を略したものであるという説。肉体関係を持った男性の運気を上げ、より良い巡り合わせにする女性を「あげまん」、不運な巡り合わせにする女性を「さげまん」と称するようになったという説。ここからさらに意味の幅がひろがり、男性のケースでは「さげちん」、「あげちん」（「ちん」は男性器の俗称による）という言葉が生まれたりした。

前者の「間」が転化したという説については、語の使用が女性に限定される理由付けにはならず説得力を欠く。また後者の説についても、単に恋愛関係として付き合うだけで用いられることがあり、必ずしも肉体関係がある者に限定した語ではないことや、「まん」が女性器に直接結び付く語であるという定義は主に関東地方でのみ通じる概念であり、近畿地方をはじめとするその他の一部地方では「まん=女性器」という説が通じないという疑問点が残る。（この語自体が関東で生まれ定着し更に全国に普及したと考えれば説明できるが、発祥時期を確認しなければならない)

## 作品
- あげまん (映画) - 肉体関係の隠語「あげまん」をテーマとした1990年の映画作品。これにより、言葉の意味が周知された。